# Libanesische Demokratische Partei
Die Libanesische Demokratische Partei (französisch Parti démocratique libanais, arabisch الحزب الديمقراطي اللبناني al-Hizb ad-dimuqrati al-lubnani) ist eine politische Partei im Libanon, die 2001 durch den drusischen Prinzen Talal Arslan gegründet wurde. Prinz Talal ist der Sohn des Drusenführers L’Emir Magid Arslan und sitzt seiner Partei vor.
Die Libanesische Demokratische Partei verpflichtet sich der Politik des Widerstands, der Ökologie sowie der Gewaltfreiheit. Sie ist offiziell säkular und hat Mitglieder aus allen libanesischen Konfessionen, der größte Teil ihrer Unterstützung kommt aber von Drusen, welche die Arslan-Familie unterstützen. Die Partei ist Mitglied der Allianz des 8. März, ist nun Teil des Blocks Wandel und Reform.

## Geschichte
Die Partei ist seit ihrer Gründung im libanesischen Parlament vertreten, zuletzt wurde sie bei den Wahlen 2005 und bei den Wahlen 2009 wiedergewählt. Prinz Talal Arslan gewann einen Sitz im Parlament, der den Aley-Distrikt vertritt, und drei andere gewannen Sitze für den Babda-Distrikt.
Die rivalisierende drusische Partei war bisher die Progressiv-Sozialistische Partei von Walid Dschumblat. Im Juli 2011 ernannte Prinz Talal seinen Schwager Marwan Kheireddine zum Staatsminister, um sich und seine Familie in der neu gebildeten Regierung zu vertreten.